# Michael Frenkel
Michael Frenkel (* 27. Juni 1954 in Offenbach am Main) ist ein deutscher Ökonom.

## Leben
Von 1972 bis 1974 absolvierte er beim Bankhaus Hardy & Co. in Frankfurt am Main eine Banklehre mit Abschluss zum Bankkaufmann. Von 1975 bis 1980 studierte er Volkswirtschaftslehre an der Universität Mainz. Nach der Promotion 1985 bei Klaus Rose war er von 1985 bis 1988 Ökonom beim Internationalen Währungsfonds. Nach der Habilitation 1993 in Mainz lehrt er seit 1993 an der WHU – Otto Beisheim School of Management als Professor für Volkswirtschaftslehre, insbesondere Makroökonomik und internationale Wirtschaftsbeziehungen.

## Schriften (Auswahl)
- Makroökonomik des Protektionismus bei festen und flexiblen Wechselkursen. Hamburg 1985, ISBN 3-87895-270-8.
- Wechselkursvolatilität und Terminkursverzerrungen. Empirischer Befund und Erklärungsansätze. Baden-Baden 1994, ISBN 3-7890-3488-6.
- mit Lukas Menkhoff: Stabile Weltfinanzen? Die Debatte um eine neue internationale Finanzarchitektur. Mit 7 Tabellen. Berlin 2000, ISBN 3-540-66914-0.
- mit Klaus Dieter John und Ralf Fendel: Volkswirtschaftliche Gesamtrechnung. München 2016, ISBN 3-8006-5299-4.